# Сазерленд, Александер
Алекса́ндер Са́зерленд (англ. Alexander Sutherland, 26 марта 1852, Глазго, Ланаркшир, Шотландия — 9 августа 1902, Аделаида, Южная Австралия, Австралия) — австралийский журналист, учитель, писатель, философ и литературовед, историк литературы. Автор ряда популярных книг об истории, географии, литературе и медицине, а также словаря-справочника об истории колонии Виктория.

## Биография
Александер родился 26 марта 1852 года в городе Глазго, Шотландия, в семье Джорджа Сазерленда и его жены Джейн, урождённой Смит. Его отец был художником, резчиком гальюнных фигур. Первоначальное образование Александер получил в Шотландии, но покинул страну в 1864, когда состояние здоровья его отца стало ухудшаться, и он принял решение переехать в Сидней. В Австралии он изначально обучался на курсе искусств в Сиднейском университете, а год спустя поступил на государственную службу в качестве помощника учителя в возрасте 15 лет. 4 года спустя он готовился к поступлению на получение высшего образования своими силами, и в 1871 году поступил в Мельбурнский университет. Его он окончил с отличием, после чего поступил в магистратуру на курс математики, где получил Шекспировскую степендию в 1874 году. В 1875 году он стал преподавать математику в Скотч-колледже.
В конце 1877 года Сазерленд приобрёл Карлтон-Колледж в городе Мельбурн, владельцем которого являлся до конца жизни, а директором — до 1892 года. Пять лет спустя Александер вышел на пенсию. На тот момент он имел достаточно стабильный доход от своей школы. Однако продлилось это лишь год. Однако в 1893 году нахлынувший на Австралию банковский кризис вынудил Сазерленда заняться журналистикой. Он публиковался в журналах и газетах Melbourne Review (издание Джорджа Робертсона, в нём он также был одним из редакторов), Australasian Post и The Argus. Помимо этого Александер был автором статей о Мельбурне и Виктории в 11 издании Британской энциклопедии, а также секретарём и членом Королевского общества Виктории. Он читал множество лекций на научные и литературоведческие темы. В 1898 году Сазерленд стал журналистом газеты South Australian Register, в которой проработал лишь год, вернувшись в Мельбурн в 1899. Однако за это время он успел посетить Гаагскую мирную конференцию, на которой был принят ряд крупных международных конвенций и деклараций.
Дважды Александер пытался стать политиком, но безуспешно. В первый раз он пытался баллотироваться в законодательное собрание колониальной Виктории от города Уильямстаун, а позже, после объединения страны в 1901 году попытался быть избранным в федеральный парламент Австралии от пригорода Саут-Мельбурн.
Прибыв обратно в Австралию, Александер вскоре стал архивариусом Мельбурнского университета, а после смерти профессора Эдварда Морриса в 1902 году он продолжил читать лекции по английской литературе. В это время в учебное заведение с ревизией прибыла комиссия из Лондона, которую Сазерленд был вынужден принять и ввести строгие меры по финансовой экономии. Он также читал совместно с женой лекции по шекспироведению.
Двойная работа Сазерленда излишне перегрузила. Он умер 9 августа 1902 года и был похоронен на Кью, старейшем кладбище города. В память о нём в Карлтон-колледже висит табличка, повешенная там вскоре после смерти Александера его учениками.

## Литературная деятельность
Вместе со своим младшим братом Джорджем (ещё один его брат, Уильям был известным математиком и исследователем, а сестра Джейн — художницей) он написал и выпустил в 1879 году книгу History of Australia from 1606 to 1876 для школьного обучения, которая стала его самой продаваемой работой, разойдясь в шести колониях тиражом в 80, 100 или 120 тысяч копий.
Следующая работа Александера также была книгой для обучающихся, она получила название A New Geography, и была выпущена в двух томах. После этого Сазерленд написал крупный историко-биографический справочник — Victoria and Its Metropolis, Past and Present…. Он был выпущен в 1888 году в двух томах. Год спустя Александер выпустил небольшой сборник своих стихов, получивший название Thirty Short Poems.
В 1892 году Сазерленд стал писать книгу The Origin and Growth of the Moral Instinct, которая была выпущена шестью годами позже издательством Longman в Лондоне в двух томах. Это работа, продавшаяся тиражом в 50 000 экземпляров (по 25 тысяч каждый том), считается самым известным из его литературных творений.
В 1898 выпустил книгу The Development of Australian Literature в которой изложил своё видение истории австралийской литературы, разительно отличавшееся от того, что было представлено раньше. Помимо этого эта книга включала в себя две биографии — «национального поэта Австралии» Генри Кендалла (им также были отредактированы и выпущены в свет первые два посмертных сборника его стихов) и Адама Гордона. Другими его биографическими работами стали жизнеописания судьи Редмонда Барри и профессора Мельбурнского университета Эдварда Уильяма Хирна.

## Семья
Александр был женат на Элизабет Джейн, которая была второй дочерью контролёра за перевозкой осуждённых в Порт-Артуре на Земле Ван-Димена (изначальное название Тасмании) Роберта Баллатайна. В браке с ней имел пять детей — двух сыновей (старший из которых скончался ещё до смерти отца) и трёх дочерей. Одной из них была известный композитор и музыкант Маргарет Сазерленд, а переживший отца Джон как и он стал писателем, самой значительной работой которого стала книга The Bonds of Society, опубликованная в 1914 году.

## Личность
Сазерленд любил рисовать и гулять посреди дикой природы, увлекался врачеванием и обладал познаниями в музыке и приятным певческим баритоном. Он был человеком среднего роста, со смугловатым лицом, добродушными манерами и ненавязчивой речью.